# Estimulación de los pezones

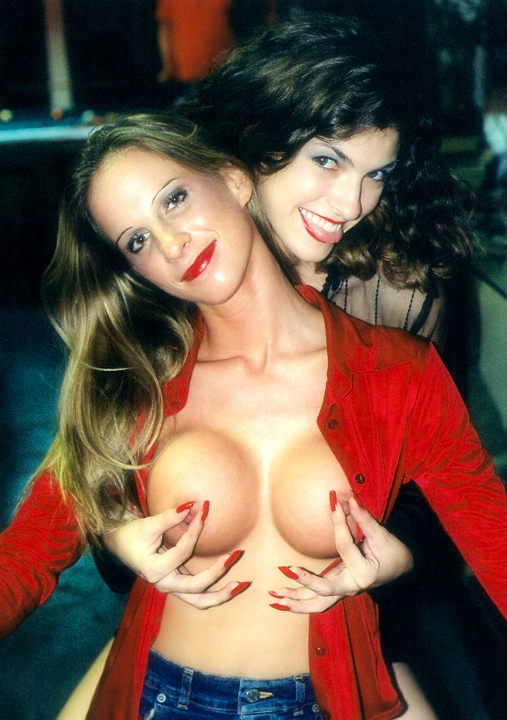
Pellizco de pezones

La estimulación de los pezones es una práctica sexual humana común. Normalmente, una persona estimula los pezones de otra lamiéndolos, pellizcándolos, chupándolos, mordiéndolos, o simplemente tocándolos, ya sea con las manos o con un objeto. La práctica puede ser realizada por o con personas de cualquier género o edad, aunque algunas personas son capaces de darle estimulación oral a sus propios pezones.

## Descripción
La estimulación de los pezones puede ser:
- Una forma de juegos previos. Aunque también algunas mujeres e incluso algunos hombres han experimentado un orgasmo de mama[2] sin otras formas de estimulación sexual.
- En algunos casos, un acto sexual visual que consiste en que la mujer lama sus propios pezones a fin de estimular visualmente a su pareja con tal escena.

La estimulación de los pezones promueve la secreción de la hormona oxitocina, la cual es conocida por aumentar la afinidad de la pareja, la confianza, el instinto maternal y disminuir la ansiedad.

## Lactancia erótica
Otra práctica sexual menos común relacionada con la estimulación oral de los pezones es la parafilia de la lactancia erótica. La lactancia erótica implica estímulo sexual derivado de la interacción con o consumo de la leche materna, a menudo a través de la lactancia materna hacia adultos.